# Mitteleschenbach

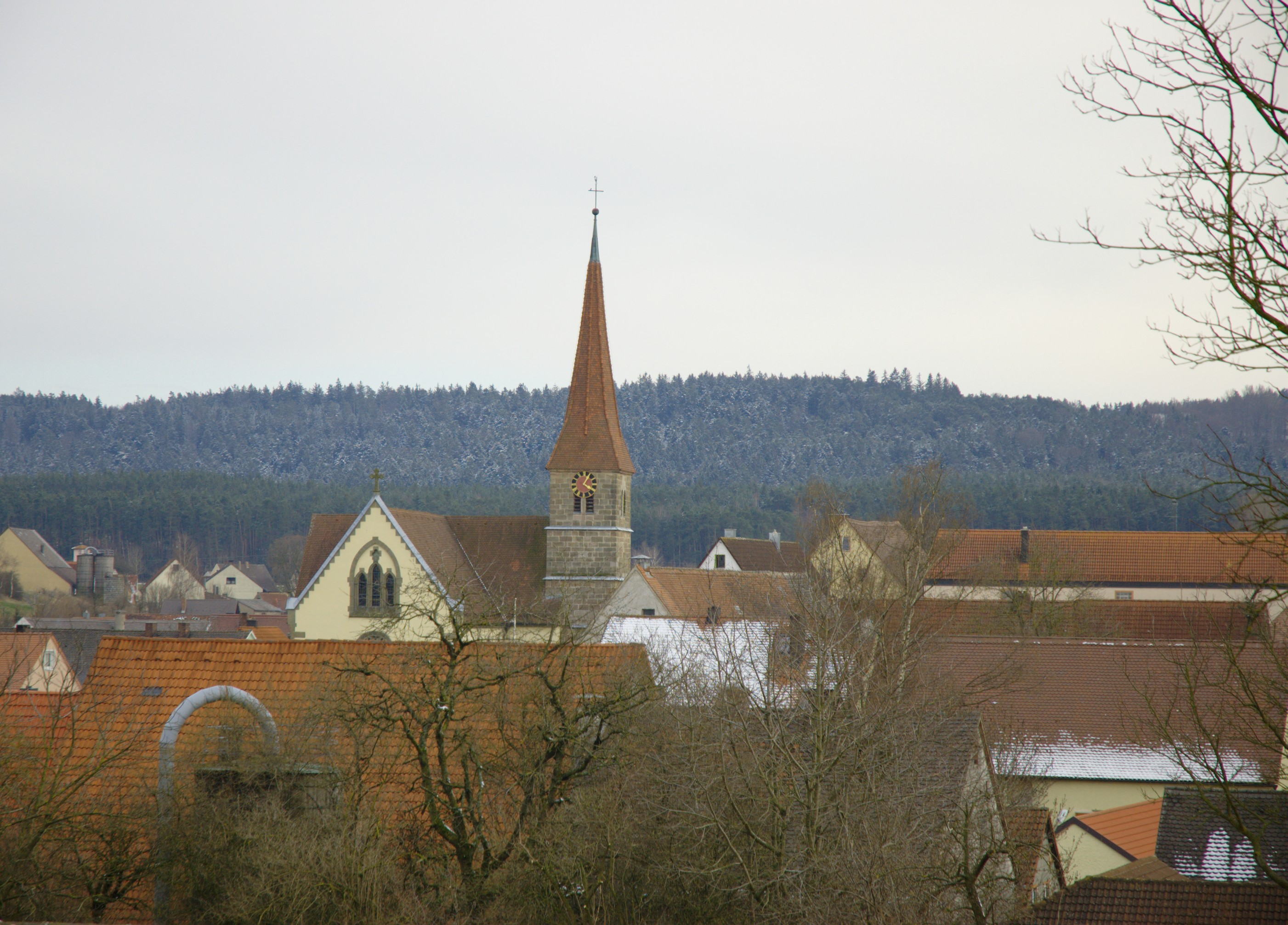
Mitteleschenbach (2008).

Mitteleschenbach là một đô thị ở huyện Ansbach bang Bayern nước Đức. Đô thị Mitteleschenbach có diện tích km², dân số thời điểm ngày 31 tháng 12 năm 2006 là người.